# Lycosa brunnea
Lycosa brunnea là một loài nhện trong họ Lycosidae.
Loài này thuộc chi Lycosa. Lycosa brunnea được Frederick Octavius Pickard-Cambridge miêu tả năm 1902.